# Saint-Léon-le-Grand (Maskinongé)
Pour les articles homonymes, voir Saint-Léon-le-Grand.
Saint-Léon-le-Grand est une municipalité de paroisse canadienne du Québec (Canada) située dans la municipalité régionale de comté de Maskinongé et dans la région administrative de la Mauricie.

## Toponymie
Saint-Léon-le-Grand commémore le pape Léon 1er, pape de 440 à 461.

## Histoire

### Chronologie
- 1er juillet 1855: Constitution de la municipalité de la paroisse de Saint-Léon-le-Grand lors du premier découpage municipal du Québec.

## Géographie
La rivière Chacoura traverse la municipalité du nord-ouest vers le sud-est.

## Démographie
| 1991 | 1996 | 2001 | 2006 | 2011 | 2016 | 2021 |
| ---- | ---- | ---- | ---- | ---- | ---- | ---- |
| 925  | 955  | 966  | 965  | 992  | 928  | 863  |

## Administration
Les élections municipales se font en bloc pour le maire et les six conseillers.
| Saint-Léon-le-Grand Maires depuis 2003                                                                               |                  |         |          |
| Élection | Maire            | Qualité | Résultat |
| 2003 | Roland Pelletier |         | Voir     |
| 2005 | Robert Lalonde   |         | Voir     |
| 2009 | Robert Lalonde   | Voir    |          |
| 2013 | Robert Lalonde   | Voir    |          |
| 2017 | Robert Lalonde   | Voir    |          |
| 2021 | Marilyne Gélinas |         | Voir     |
| Élection partielle en italique Depuis 2005, les élections sont simultanées dans toutes les municipalités québécoises |                  |         |          |